# Pero splendorata
Pero splendorata är en fjärilsart som beskrevs av Samuel E. Cassino och Louis W. Swett 1922. Pero splendorata ingår i släktet Pero och familjen mätare. Inga underarter finns listade i Catalogue of Life.